# Eschweiler (Grevenmacher)
Eschweiler (en luxemburguès: Eeschweller) és una vila de la comuna de Junglinster, situada al districte de Grevenmacher del cantó de Grevenmacher. Està a uns 17 km de distància de la ciutat de Luxemburg.

## Història
Fins a l'1 de gener de 1979, Eschweiler formava part de la comuna de Rodenbourg que es va fusionar en aquesta data amb Junglinster.